# Ksawery Prus Niewiadomski
Ksawery Prus Niewiadomski (ur. 1823 w Odrzykoniu, zm. 1899 w Przemyślu) – samorządowiec okresu zaborów, powstaniec.

## Życiorys
Właściwie Franciszek-Ksawery Stefan Prus-Niewiadomski, syn Macieja i Anny ze Świejkowskich. W 1846 wziął udział w powstaniu krakowskim, za co został aresztowany i osadzony w więzieniu w Sanoku, skąd wkrótce został zwolniony. W czasie powstania węgierskiego w 1848 pomagał ochotnikom z Polski w nielegalnym  przekroczeniu granicy celem przedostania się na terytorium Węgier. Podczas powstania styczniowego w 1863 wybrany został na Narodowego Komisarza wojennego na okręg baligrodzki. W 1868 objął posadę sekretarza Rady Powiatowej w Lipsku. W 1871 dzięki koneksjom rodzinnym i poparciu Władysława Badeniego objął podobną posadę w Jarosławiu. Prowadził interes we spółce z inżynierem miejskim Stanisławem Pobóg Rutkowskim przy budowie jarosławskiego dworca kolejowego i budynków na powstającej linii kolejowej Jarosław–Sokal. W podmiejskim ogrodzie przy obecnej ulicy Słowackiego wybudował parterowy dom willowy. W latach 1873–1876 był radnym miejskim. Zmarł 27 marca 1899 w Przemyślu. Pochowany został na starym cmentarzu w Jarosławiu.